# Норт Су Сити (Јужна Дакота)
Норт Су Сити (енгл. North Sioux City) град је у америчкој савезној држави Јужна Дакота.

## Демографија
По попису из 2010. године број становника је 2.530, што је 242 (10,6%) становника више него 2000. године.
| Група             | 2000.         | 2010.         |
| Белци             | 2.145 (93,8%) | 2.320 (91,7%) |
| Афроамериканци    | 14 (0,6%)     | 15 (0,6%)     |
| Азијати           | 24 (1,0%)     | 14 (0,6%)     |
| Хиспаноамериканци | 57 (2,5%)     | 96 (3,8%)     |
| Укупно            | 2.288         | 2.530         |